# Сентравис
Сентравис — крупнейшая на Украине и одна из крупнейших в мире компаний по производству и продаже бесшовных нержавеющих труб. Производственные мощности находятся в городе Никополь, Украина.
Компания входит в топ-10 крупнейших в мире производителей бесшовных нержавеющих труб: 1-е место в СНГ, 4-е место в странах Европы, 9-е место в мире. Среди основных клиентов компании Thyssenkrupp, BMW, Alstom, Linde, Samsung, Volkswagen.
С 2006 по 2020 год компания инвестировала $138 миллионов долларов в новое оборудование.

## Продукция
Продукция компании применяется в атомной и тепловой энергетике, химической и нефтехимической промышленности, машиностроении и нефтегазовой отрасли. Продуктовый портфель компании включает более 1000 типоразмеров труб из более чем 100 видов коррозионно-стойких и жаропрочных марок стали в 8-ми сегментах.
Является одной из четырех компаний в мире получившей сертификат TÜV Nord Systems GmbH & Co.KG, дающий право на производство котельных труб нового поколения для работы при сверх-критических параметрах.

## Рынки сбыта
Около 95 % всей продукции экспортируется. Сентравис поставляет продукцию через разветвленную сеть торговых представительств в  Украине, Германии, Швейцарии, Италии и США, а также через сеть торговых агентов в остальных частях мира, таких как Бразилия, Ближний Восток, Корея, Австралия и другие. Всего география поставок Компании охватывает 70 стран.
Компания включена в список одобренных поставщиков малайзийской нефтегазовой компании Petronas, Babcock Power.

## История
Производственная площадка объединяет цех горячего прессования (ТПЦ) и цех холодной прокатки (ТВЦ), которые до 2000 года являлись частью крупнейшего промышленного комплекса по производству бесшовных труб Никопольского Южнотрубного завода (НЮТЗ).
В 1959 году Трубоволочильный цех № 2 (ТВЦ-2) начинает работу и выпускает первую холоднодеформированную трубу. 
В 1961 году введен в эксплуатацию Цех горячего прессования № 4 (ТПЦ-4).
В 2000 году была инициирована приватизация мощностей «Никопольского Южнотрубного завода», в результате чего на базе двух цехов ТПЦ-4 и ТВЦ-2 образуется ЗАО «Никопольский завод нержавеющих труб» (НЗНТ).
В результате интеграции бизнеса, в 2007 году на металлургической карте мира появился бренд «Сентравис». Новый бренд был представлен 6 ноября 2007 года в ходе специализированной выставки Stainless Steel World, проходившей в Маастрихте (Нидерланды).

## Социальные проекты
В рамках поддержки города Никополь проводятся благотворительные концерты , детские праздники, закупается оборудование для больниц
В 2014 году организована стипендия имени Сергея Васильевича Атанасова для студентов кафедры термической обработки металлов давлением, факультета материаловедения Национальной Металлургической Академии Украины.

## Руководство
- Юрий Атанасов — генеральный директор
- Александре Жозеф — финансовый директор
- Андрей Красюк — директор производства
- Артём Атанасов - директор по продажам[16]